# Wiek, Vorpommern-Rügen
Wiek là một đô thị thuộc huyện Vorpommern-Rügen (trước thuộc huyện Rügen), bang Mecklenburg-Vorpommern, miền bắc nước Đức.
Đô thị này có diện tích 25,53 km2, dân số thời điểm ngày 31 tháng 12 năm 2006 là 18.556 người.

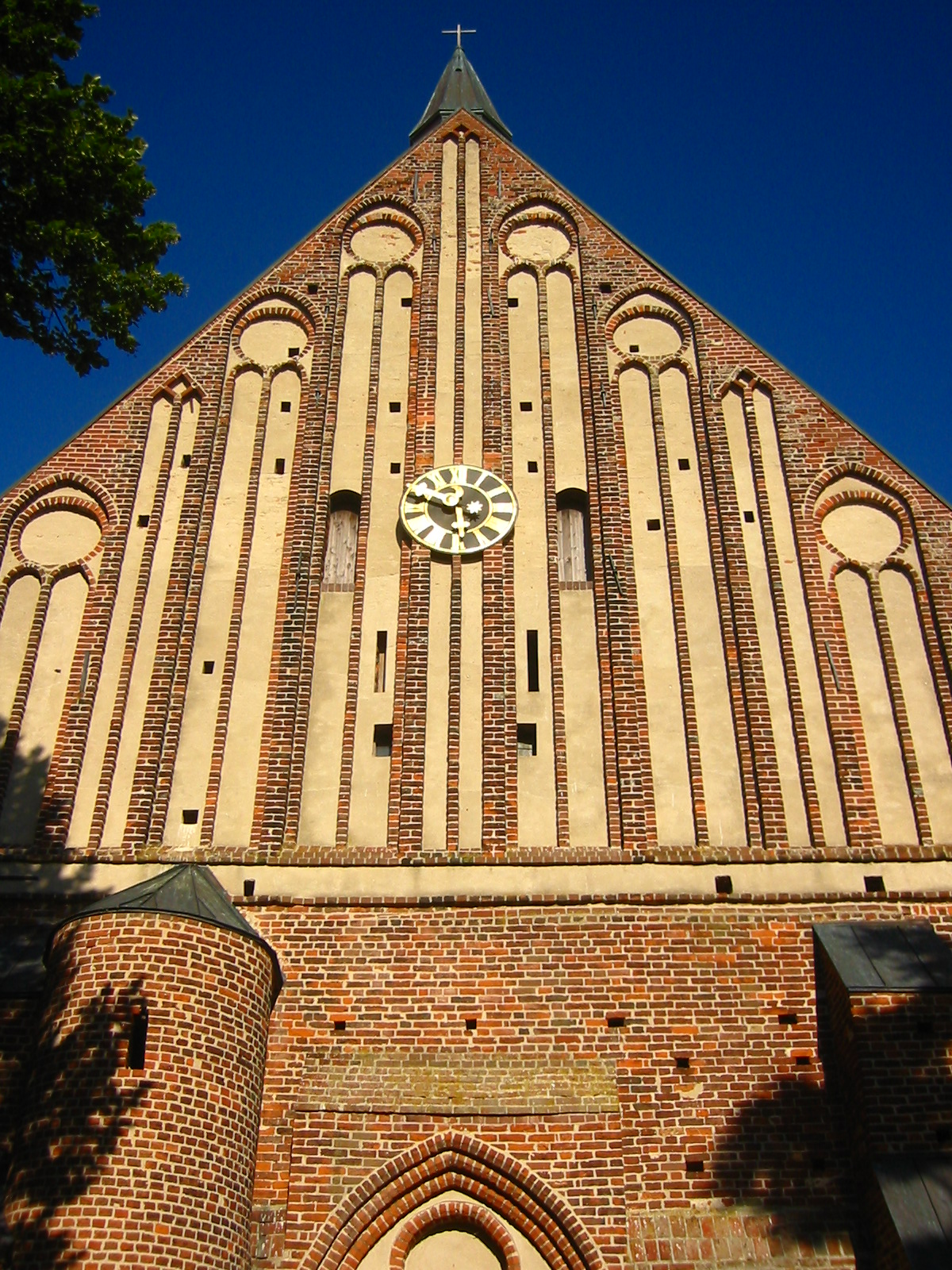
Nhà thờ Thánh George.